# سونيت 11
السوناتة الحادية عشرة هي إحدى السوناتات الـ154 التي كتبها الكاتب المسرحي والشاعر الإنجليزي وليم شكسبير. تنتمي هذه السوناتة إلى ما يعرف بسوناتات الإنجاب، ضمن الـ126 سوناتة التي تشكل جزءًا من سلسلة الشاب الفاتن؛ وهي مجموعة من السوناتات التي وجهها شكسبير إلى شاب مجهول الهوية. ورغم أن الترتيب الذي كُتبت به هذه السوناتات غير محدد بدقة (يُتفق عمومًا على أنها لم تُكتب بالتسلسل الذي نعرفه اليوم)، إلا أن السوناتة الحادية عشرة نُشرت لأول مرة ضمن مجموعة الكتاب الرباعي عام 1609 مع بقية سوناتات شكسبير.
في هذه السونيته، يُجادل المتحدث بأن جمال الشاب لن يتلاشى مع تقدم العمر ما دام يُخلد هذا الجمال بإنجاب طفل. ويشدد المتحدث على أن الطبيعة تتطلب أن ينقل شخص بذاك الجمال هذا الإرث إلى جيل آخر، ويتعمق في بيان الحماقة الكامنة في تجاهل هذا الواجب وأثره المحتوم على الشاب والبشرية.

## الملخص
تعد السوناتة الحادية عشرة جزءًا من أول 17 سوناتة ضمن سلسلة الشاب الفاتن (سوناتات 1–126)، وهي دعوة صريحة من شكسبير للحفاظ على جمال الشاب من خلال الإنجاب. يحث شكسبير الشاب الجميل على الزواج وإنجاب طفل ليورث هذا الطفل جماله، ويُبقيه حيًا في صورة شبابه. يرى شكسبير أن إنجاب الطفل يُعادل الحفاظ على الشباب، إذ يخلق نسخة جديدة من نفسه تشهد على جماله الذي سيفقده مع الزمن. ويتعمق شكسبير في إقناع الشاب بضرورة الحفاظ على ما يتمتع به من جمال وخصال، حيث يقول: «وهبت الطبيعة بسخاء لمن تمتع بأفضل الصفات»، مما يعتبر مدحًا للشاب ويظهر الحماقة في عدم الالتزام بـ«إنجاب المزيد».

## الهيكل
تتكون السوناتة الحادية عشرة من أربعة عشر سطرًا مرتبة في ثلاثة رباعيات تتبعها خاتمة مكونة من سطرين، باستخدام نمط مخطط القافية ABAB CDCD EFEF GG.
تتضمن السوناتة أربعة نهايات أنثوية (تقبل الكتاب الرباعي تقليص "grow'st" و"bestow'st"). كان من المحتمل أن تُنطق كلمة "Convertest" كقافية مثالية مع "departest" في السطر الثاني، وذلك كاستمرار من اللغة الإنجليزية الوسيطة. يُشير كارل دي. أتكينز إلى أن "هذه السوناتة تحتوي على تباينات: خطوط أنثوية، خطوط نظامية؛ إيامات نظامية، السطر العاشر غير نظامي؛ بدون توقفات متوسطة، وتوقفات متوسطة متعددة؛ تلاشي، نمو، جمال، خشونة، حياة وموت، بداية ونهاية".
تستخدم هذه السوناتة، مثل جميع سوناتات شكسبير باستثناء واحدة، الوزن الخماسي اليامبي طوال الوقت. يمكن رؤية السطر الأول باعتباره مثالًا للوزن الخماسي اليامبي:
```
× / × / × / × / × / 
As fast as thou shalt wane, so fast thou grow'st (11.1)

```

يتضمن الخلل في السطر العاشر انقلابًا وسطيًا وإضافة مقطع زائدة في النهاية (نهاية أنثوية)؛ مما يُضفي على السطر سقوطًا مفاجئًا.

## السياق والتحليل
منذ نشر السوناتات لأول مرة، دار جدل حول هوية الشاب الفاتن الذي يُخاطبه شكسبير في كثير من سوناتاته. النظرية الأكثر شيوعًا تشير إلى أنه كان يتحدث إلى السيد دبليو إتش، ولكن حتى مع هذه النظرية، لم يُتّفق على هوية السيد دبليو إتش بشكل قاطع. يرى الباحث كينيث موير في كتابه «سوناتات شكسبير» أن أبرز المرشحين لهذا اللقب هم: «بعيدًا عن بعض المرشحين الذين لا يستحقون المناقشة - مثل ويليام نفسه أو ويلي هيوز - هنالك أربعة مرشحين رئيسيين: وليام هارفي، وليام هاتكليف، وهنري ريوثسلي، إيرل ساوثهامبتون». ومن بين هؤلاء الأربعة، يُعد هنري ريوثسلي الأكثر تفضيلًا نظرًا لأن شكسبير أهدى اثنين من قصائده السردية لإيرل ساوثهامبتون.
رغم استمرار الجدل بين العلماء، إلا أن هناك إجماعًا على أن شكسبير كان مغرمًا بالشاب الأصغر سنًا. «مهما كان التفسير، فالحقيقة الأساسية هي أن شكسبير أحب رجلًا أصغر منه سنًا، من المحتمل أن يكون من أصل نبيل وأرستقراطي، حثّه على الزواج، ووعده بتخليده في شعره».
رغم صعوبة تحديد هوية الشاب، نجح الباحثون في تحديد أن «السوناتات السبعة عشر الأولى، التي يحث فيها الشاعر صديقه على الزواج لتخليد جماله، تشكل وحدة موضوعية»؛ مما يجعل السوناتة الحادية عشرة جزءًا من هذه السلسلة الخاصة بالإنجاب.
تجتمع سوناتات الإنجاب (من 1 إلى 17)، وبعضهم يرون أنه يمكن جمعها في قصيدة واحدة، فهي ترتبط بعضها ببعض، حيث يقول موير: «تتكرر القوافي في السوناتات المتجاورة، مما يظهر مدى ارتباطها». تندرج السوناتة الحادية عشرة بوضوح تحت موضوع الزواج، مع الإشارة إلى ضرورة إنجاب الشاب حتى يتمكن من توريث الصفات الفريدة من «الحكمة والجمال». ويرى الشاعر أنه سيكون من «الحماقة» ألا يُنجب الشاب من يستطيع أن يرث هذه الصفات.
كان شكسبير معروفًا بلعبه بالكلمات والازدواجية في المعاني، كما يظهر في السطر الافتتاحي للسوناتة الحادية عشرة: "As fast as thou shalt wane so fast thou grow'st"، والتي تردد المثل القائل: «يتضاءَلُ الشَّبابُ بازديادِ العُمرِ»، مما يقترب من أسطورة ناركيسوس الذي أضاع شبابه دون تكاثر.

## التفسير
صُنفت السوناتة الحادية عشرة كجزء من سلسلة الشاب الفاتن (سوناتات 1-126) من سوناتات شكسبير. هدف شكسبير الأساسي في هذه السوناتة هو إقناع الشاب بالحفاظ على جماله من خلال الإنجاب. حيث يدفع الشاعر الشاب إلى الزواج وإنجاب طفل كي يستمر شبابه في شكل ابنه.

### الرباعية الأولى
As fast as thou shalt wane, so fast thou grow'st
تستهل السوناتة بلفت الانتباه إلى تراجع جمال الشاب ببطء، وكما لو كان يقول: «بقدر ما تفقد من جمال، فإنك تنمو مجددًا في صورة ابنك». هذا الجزء يمهد الطريق للرسالة التي يسعى الشاعر لنقلها للشاب.

### الرباعية الثانية
Herein lies wisdom, beauty and increase;
تتضمن الرباعية الثانية تحذيرًا من أثر الرفض على البشرية، حيث إن الجميع إذا اتبعوا نفس المسار ستنتهي البشرية.

### الرباعية الثالثة
Let those whom nature hath not made for store,
تأخذ الرباعية الثالثة منحىً مختلفًا؛ إذ تتناول العطاء الذي منحه الله لبعض الأشخاص وحرمان آخرين منه.

### الخاتمة
She carved thee for her seal, and meant thereby
تختتم السوناتة بتأكيد ضرورة الإنجاب لنقل الصفات المميزة، حيث يوضح أن «الطبيعة قد صاغتك كخاتمٍ» يرمز إلى حكمتها في هذا الجمال الفائق. وفي هذا الصدد، يشير شكسبير إلى أن الطبيعة قد جعلت الشاب مثالاً لجمالها وحكمتها، وعليه أن يُخلد هذا المثال من خلال إنجاب الأطفال.

## وصلات خارجية
- إعادة صياغة السوناتة في اللغة الإنجليزية الحديثة
- تحليل السوناتة